# ’Âor Prasat
’Âor Prasat – gmina (khum) w północno-zachodniej Kambodży, w południowej części prowincji Bântéay Méanchey, w dystrykcie Môngkôl Borei.

## Miejscowości
- Phnum Thum Tboung
- Phnum Prasat
- Phnum Thum Cheung
- Chamkar Louk
- Phnum Thum Thmei
- Anlong Sdei
- Kouk Thnong Kaeut
- Kouk Thnong Kandal
- Ou Snguot
- ’Âor Prasat
- Kouk Ampil
- Ra Chamkar Chek
- Pou Rieng
- Rung Krabau